# Рори Делап
Рори Џон Делап (: []; енгл. Rory Delap; 6. јул 1976. у Сатон Колдфилду) бивши је ирски фудбалер. Познат је као изузетан извођач аутова. На олимпијским играма 1996. је представљао своју државу у бацању копља, да би му након 12 година Олимпијски савез Ирске понудио да учествује на Олимпијади у Лондону 2012. Током фудбалске каријере је био познат по свом начину извођењу аута, јер је убацивао лопте веома далеко и брзо, уз оштру путању. Једном приликом је два пута асистирао из аута на утакмици у којој је Стоук сити победио Арсенал са 2:1. "Делапов специјал", како су га поједини новинари звали, је у Стоуковој дебитантској сезони 2008/09 био заслужан за 7 од првих 13 голова екипе, и донекле је за екипу Стоука учинио убацивање лопте из аута опаснијим него извођење корнера или слободног ударца, због изненађујућег кретања лопте.
Иако је играч средине терена у Стоуку је играо на позицији десног бека. Наступио је 11 пута за репрезентацију Ирске.

## Каријера
Делап је рођен у Сатон Колдфилду, али се са својих шест месеци са родитељима одселио у Карлајл. Своју каријеру започео је у Карлајл јунајтеду из кога је прешао у ФК Дерби каунти за 200.000 фунти фебруара 1998.

### Дерби каунти
Делап је од свог доласка у клуб 1998. па до 2001. године одиграо 103 утакмице и постигао 11 голова за Дерби. Након сезоне 2000/01. тренер Саутемптона Стјуарт Греј одлучује да плати рекордну суму од 4 милиона фунти, чак дупло више од претходног рекорда клуба.

### Саутемптон
Десетог јула 2001. долази у Саутемптон као прево појачање у новој сезони након одласка бившег тренера овог тима Глена Ходла. То је био први трансфер новог тренера Стјуарта Греја, уједно и највећи у историји клуба. Пре њега најскупљи играч „Светаца“ био је Дејвид Хирст за кога је плаћено 2 милиона фунти. Поред Саутемптона за Рорија су још били заинтересовани и Лидс јунајтед и Мидлзборо. Карлајл је зарадио чак 700 хиљада фунти од од његовог трансфера.
Након пет одиграних сезона и 132 утакмице у дресу Саутемптона он одлази у Сандерленд.

### Сандерленд
Делап је потписао за Сандерленд 2005. године. Он је наступио шест пута за клуб пре него што се повредио. Дана 8. априла 2006, у једној првенственој утакмици против Фулама повреди је главу у судару са саиграчем Џорџем Макартнијем због чега је у току меча замењен. Лекари су открили да је у судару поломио нос након чега је морао да иде на операцију због које је пропустио већи део сезоне. Након што се опоравио, вратио се у тим за утакмицу против Манчестер јунајтеда али је на загревању дошло до крварења носа због чега није ни заиграо на овој утакмици. То је означило крај сезоне за њега. Утакмица је завршена резултатом 0:0, а Сандерленд је испао из лиге.

### Стоук сити
Након што је Рој Кин преузео Сандерленд, Делап није био у његовим плановима па је позајмљен екипи Стоук сити у октобру 2006. За Стоук је дебитовао против своје бивше екипе, Сандерленда. У својој првој сезони у клубу имао је пуно проблема са повредама. Стални члан Стоука постаје у јануару 2007.